# تپه شورکات
تپه شورکات مربوط به اواسط و اواخر است و در شهرستان قزوین، بخش کوهین، روستای چشمه غلامعلی واقع شده و این اثر در تاریخ ۲۵ خرداد ۱۳۸۱ با شمارهٔ ثبت ۵۷۲۵ به‌عنوان یکی از آثار ملی ایران به ثبت رسیده است.